# 泰达币
泰達幣（英語：Tether，貨幣代號USD₮或USDT），是一種資產支持的加密穩定幣，於2014年由泰達股份有限公司推出。泰達公司隸屬於iFinex公司，該公司還擁有Bitfinex加密貨幣交易所。截至2022年7月，泰達公司已在10個協議和區塊鏈上鑄造了USDT穩定幣。泰达币被歸屬為穩定幣，是因為它最初設計的價值為1美元。泰達公司聲稱，每發行1美元的泰達幣，他們會相對保留1美元的資產儲備。

## 歷史

### 誕生
2012年，J.R. Willett發布了一份白皮書，闡述了在比特幣區塊鏈上建立新加密貨幣的可能性。Willett隨後在加密貨幣 Mastercoin 中實現了這個想法，該加密貨幣有一個相關的 Mastercoin 基金會（後來更名為 Omni Foundation），旨在推廣這個後繼者。Mastercoin協議成為泰達幣加密貨幣的技術基礎之一，也是Mastercoin基金會的原始成員之一。Brock Pierce成為泰達的聯合創始人，而泰達的創始人Craig Sellars成為 Mastercoin基金會的首席技術官。
泰達幣本名為「真實幣」(Realcoin），由聯合創始人Brock Pierce、Reeve Collins和Craig Sellars於2014年7月在位於聖塔莫尼卡的新創公司公開發表。第一批代幣於2014年10月6日在比特幣區塊鏈上發行，使用Omni Layer協議實現。2014年11月20日，首席執行官Reeve Collins宣布該項目更名為「泰達幣」，同時也宣布進入私人測試階段，支持三種法定貨幣的「Tether+」代幣，包括對應美元的USTether（US+），對應歐元的EuroTether（EU+），和對應日圓的YenTether（JP+）。泰達表示「每個Tether+代幣都以其原始貨幣100%價值做為支持，可以隨時無風險地兌換」。該公司的官網聲稱在香港註冊，並在瑞士設有辦事處，但沒有提供詳細信息。

### 用途
USDT 主要用於加密貨幣交易所，用戶可以通過購買 USDT 來進行交易。USDT 的穩定價格使得交易所不必擔心加密貨幣價格波動對其交易平台造成的風險。此外，USDT 還可用於跨境匯款和價值傳輸，並且具有低手續費、高效率和匿名性等優點。

## 爭議

### 價格操縱
格里芬和沙姆斯的研究發現，在市場下行期間，當泰達創造新的美元稳定币（USD₮）時，比特幣的價格就會上漲，因此他們推測有人企圖操縱市場。然而，Bitfinex加密貨幣交易所針對這個結論提出了質疑，聲稱作者刻意挑選過數據而且資料也不夠完整。隨後有人的研究發現幾乎沒有證據可以佐證泰達USD₮刻意影響比特幣價格，並支持Bitfinex的回應。2022年的研究發現，只有當Whale Alert向公眾發布泰達創造USDT的消息時，比特幣價格才會上漲，這就只是一般投資者對新聞公告的合理反應。在格里芬和沙姆斯之後的相關研究也並無法證實泰達操縱比特幣。泰達和Bitfinex的執行長就相關爭議發表聲明：「Bitfinex 和泰達從未參與任何形式的市場或價格操縱。泰達發行的貨幣無法用來支撐Bitfinex上的比特幣或任何其他代幣的價格。」

### 洗錢
在中国国务院新闻办公室2022年4月14日的新聞發布會上，中國公安部刑事侦查局局长刘忠义表示诈骗集团大量利用跑分平台加数字货币洗钱，尤其是利用泰达币危害最为严重。